# غوردون إليوت
غوردون إليوت (بالإنجليزية: Gordon Elliott)‏ هو طاهي أسترالي، ولد في 30 سبتمبر 1956 في إيفرتون في المملكة المتحدة.

## وصلات خارجية
- غوردون إليوت على موقع IMDb (الإنجليزية)
- غوردون إليوت على موقع قاعدة بيانات الفيلم (الإنجليزية)